# Trenta-tres
El trenta-tres és un nombre natural imparell que segueix el trenta-dos i precedeix el trenta-quatre. S'escriu 33 en xifres àrabs, XXXIII en les romanes i 三十三 en les xineses. La suma dels primers quatre factorials dona 33.
Ocurrències del trenta-tres:
- És el nombre de l'arsènic.
- L'edat de Jesús de Natzaret i Alexandre Magne quan van morir.
- Paraula que es diu (aquesta o patata) per posar a les fotografies o per les auscultacions mèdiques.
- El prefix telefònic de França
- Nombre de cants de cada part de La Divina Comèdia
- La quantitat de llunes de Saturn
- Abreviatura numèrica de la Consigna Catalana (C=3).
- Designa l'any 33 i el 33 aC.
- El primer membre del menor trio de nombres naturals consecutius que són producte de dos primers: 33 = 3 × 11; 34 = 2 × 17; 35 = 5 × 7
- És un nombre de Proth.